# Maine mac Cearbhall
Maine mac Cearbhall(døde 531 eller 537), var den 9'ende konge af Uí Maine, det er ukendt hvornår han blev født. Han var den første konge af Uí Maine som var med i de irske annals, og dermed den første historisk dokumentrede konge i Uí Maine. Han var efterkommer af Maine Mór, der grundlagde kongeriget Uí Maine omkring midten af det 4. århundrede.
Cearbhall's regent tid er samtidig med Feradhach mac Lughaidh (ca. 517 – ca. 541), derfor kunne de havde regeret i opposition til hinanden, eller Cearbhalls kunne for en tid have tilranet sig kongemagten.